# Mörbylånga kommun
Mörbylånga kommun är en kommun på Öland i Kalmar län. Centralort är Mörbylånga.
Alvaret och dess alvarmark dominerar kommunen som är belägen på södra Öland. Sedan länge har de huvudsakliga näringarna bestått av jordbruk, stenförädling och fiske. En annan viktig beståndsdel av näringslivet är den årliga sommarturismen. 
Sedan kommunen bildades 1971 har befolkningstrenden, med undantag för kortare perioder, varit positiv. Efter valen på 2010- och 2020-talen har Socialdemokraterna och Moderaterna varit de starkaste partierna. Mandatperioden 2022–2026, liksom den föregående mandatperioden, styrs kommunen av Socialdemokraterna, Vänsterpartiet och Centerpartiet.

## Administrativ historik
Kommunens område motsvarar socknarna: Algutsrum, Glömminge, Gräsgård, Gårdby, Hulterstad, Kastlösa, Mörbylånga, Norra Möckleby, Resmo, Sandby, Segerstad, Smedby, Stenåsa, Södra Möckleby, Torslunda, Ventlinge, Vickleby och Ås. I dessa socknar bildades vid kommunreformen 1862 landskommuner med motsvarande namn. 
Mörbylånga köping bildades 1881 genom en utbrytning ur Mörbylånga landskommun.
Vid kommunreformen 1952 bildades tre storkommuner i området: Mörbylånga (av Mörbylånga köping och Mörbylånga landskommun samt landskommunerna Hulterstad, Kastlösa, Resmo, Stenåsa och Vickleby), Ottenby (av Gräsgård, Segerstad, Smedby, Södra Möckleby, Ventlinge och Ås) samt Torslunda (av Algutsrum, Glömminge, Gårdby, Norra Möckleby, Sandby och Torslunda).
1967 uppgick Ottenby landskommun i Mörbylånga landskommun. Mörbylånga kommun bildades vid kommunreformen 1971 genom en ombildning av Mörbylånga landskommun. 1974 införlivas Torslunda kommun.
Ett förslag till sammanläggning av de båda kommunerna till en Ölands kommun har diskuterats och fördes till lokala folkomröstningar 2009 och 2019. Resultatet blev negativt, nej-sidan segrade i båda omröstningarna. I Mörbylånga kommun var motståndet starkast.
Kommunen ingick från bildandet till 1983 i Möre och Ölands domsaga och kommunen ingår sedan 1983 i Kalmar domsaga.

## Geografi
Kommunen omges på tre sidor av Östersjön med Kalmar sund i väster och omfattar södra delen av landskapet och ön Öland. Den är, jämte Borgholms kommun, medlem i Ölands kommunalförbund.
I norr gränsar kommunen till Borgholms kommun i Kalmar län och i väster har kommunen maritim gräns till Karlskrona kommun i Blekinge län samt till Torsås kommun och Kalmar kommun i Kalmar län.

### Topografi och hydrografi
Alvaret och dess alvarmark dominerar kommunen. Den består av en flack berggrundsyta av kalksten. Alvaret sluttar svagt mot öster och dess yta är klädd med ett tunt lager av sandig–moig morän. Den är bevuxen med stäppartad vegetation som kompletteras med enstaka enar. Vid till exempel Norra Möckleby finns prov på de cirka 9 000 år gamla strandvallar, landborg, som återfinns runt om på Alvaret. Den näringsrika berggrunden har på sina håll gett upphov till ädellövskog och kärr med artrik växtlighet utanför Alvaret. En internationellt känd fågelstation finns i Ottenby i söder.
Nedan presenteras andelen av den totala ytan 2020 i kommunen jämfört med riket.
|  | Bebyggelse (5,1 %) |

|  | Skog (13,2 %) |

|  | Öppen myrmark (4,0 %) |

|  | Jordbruksmark (73,3 %) |

|  | Övrig mark (4,5 %) |

|  | Bebyggelse (3,1 %) |

|  | Skog (68,0 %) |

|  | Öppen myrmark (7,2 %) |

|  | Jordbruksmark (7,4 %) |

|  | Övrig mark (14,3 %) |

### Naturskydd
År 2022 fanns 46 naturreservat i Mörbylånga kommun. Naturreservat Arontorp bildades 1977 och är fem hektar stort. I reservatet växer den fridlysta växten våradonis (arontorpsros) och storviol, den senare unik för Öland. Parteby alvar är ett annat reservat. Det bildades 1992 och är 376 hektar stort. I området finns många historiska lämningar men också växter som brudbröd, axveronika och stor fetknopp.

### Administrativ indelning
Fram till 2016 var kommunen för befolkningsrapportering indelad i åtta församlingar – Algutsrums, Glömminge, Hulterstad-Stenåsa, Mörbylånga-Kastlösa, Norra Möckleby, Sandby och Gårdby, Resmo-Vickleby, Sydölands och Torslunda.

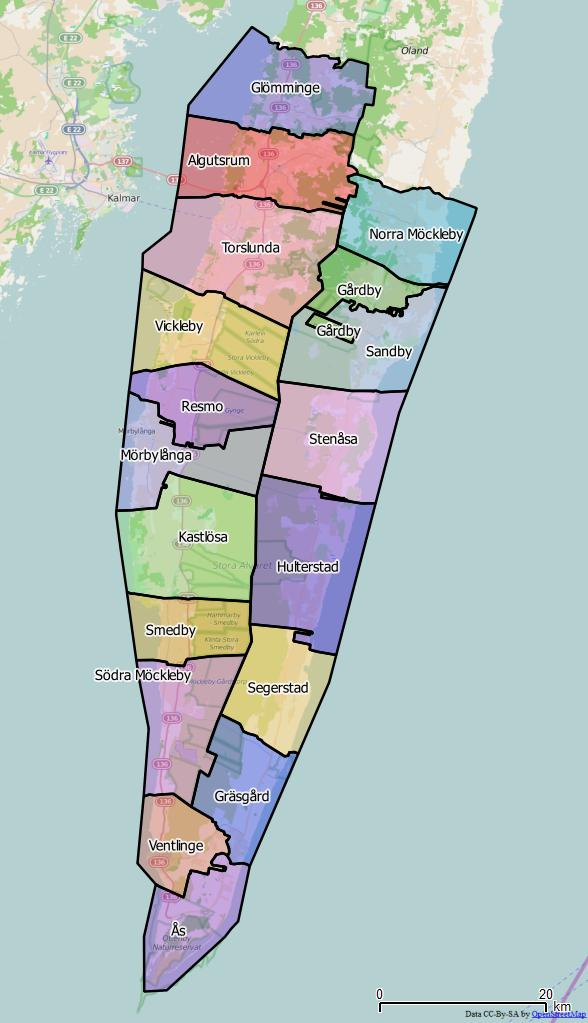
Distrikt (socknar) inom Mörbylånga kommun

Från 2016 indelas kommunen istället i 18 distrikt, vilka motsvarar de tidigare socknarna:
| De 18 distrikten i Mörbylånga kommun |
| --- |
| - Algutsrum - Glömminge - Gräsgård - Gårdby - Hulterstad - Kastlösa - Mörbylånga - Norra Möckleby - Resmo - Sandby - Segerstad - Smedby - Stenåsa - Södra Möckleby - Torslunda - Ventlinge - Vickleby - Ås |

### Tätorter
År 2019 fanns 11 tätorter i Mörbylånga kommun.
I tabellen presenteras tätorterna i storleksordning per den 31 december 2019. Största ort är Färjestaden. Centralort (säte för kommunledning) är Mörbylånga, som därmed har texten i fet stil.
| Nr | Tätort                     | Befolkning |
| -- | -------------------------- | ---------- |
| 1  | Färjestaden                | 5 966      |
| 2  | Mörbylånga                 | 1 855      |
| 3  | Skogsby                    | 955        |
| 4  | Algutsrum                  | 879        |
| 5  | Saxnäs                     | 475        |
| 6  | Vickleby                   | 452        |
| 7  | Glömminge och Strandskogen | 341        |
| 8  | Degerhamn                  | 314        |
| 9  | Gårdby                     | 263        |
| 10 | Stora Frö och Haga Park    | 227        |
| 11 | Kastlösa                   | 206        |

## Styre och politik

### Styre
Mandatperioden 2010–2014 styrdes kommunen av en koalition bestående av Centerpartiet, Kristdemokraterna och Moderaterna. Tillsammans samlade partierna 24 av 49 mandat i kommunfullmäktige. 
Efter valet 2014 behöll den sittande koalitionen makten men kompletterades med Liberalerna och Miljöpartiet. Kommunstyrelsens ordförande, liksom kommunalråd blev moderaten Henrik Yngvesson. Valet 2018 ledde till maktskifte och för första gången fick Socialdemokraterna posten som kommunalråd. De styrande partierna under mandatperioden 2018–2022 var Socialdemokraterna, Centerpartiet och Vänsterpartiet.
I valet 2022 backade Socialdemokraterna med två mandat, men den sittande koalitionen kunde fortsätta styra i majoritet då de samlade 32 mandat. Miljöpartiet, som tidigare samarbetat med Alliansen, gjorde en kursändring och ingick ett valtekniskt samarbete med Socialdemokraterna, Vänsterpartiet och Centerpartiet.

### Kommunfullmäktige

#### Presidium
| Presidium 2022–2026 | Presidium 2022–2026 | Presidium 2022–2026 |
| ------------------- | ------------------- | ------------------- |
| Ordförande          | M                   | Henrik Yngvesson    |
| Vice ordförande     | S                   | Per-Olof Johansson  |

#### Mandatfördelning 1970–2022
| 15 | 11 | 4 | 5 |

| 30 | 5 |

|  | 16 | 3 | 18 | 3 | 8 |

| 44 |

|  | 17 | 17 | 4 | 10 |

| 40 | 9 |

|  | 17 | 15 | 4 |  | 11 |

| 38 | 11 |

| 19 |  | 13 | 3 |  | 12 |

| 38 | 11 |

| 18 |  | 12 | 5 |  | 12 |

| 39 | 10 |

|  | 18 | 3 | 12 | 5 |  | 9 |

| 33 | 16 |

|  | 16 | 2 |  | 12 | 4 | 2 | 11 |

| 33 | 16 |

| 2 | 18 | 3 | 14 | 2 |  | 9 |

| 25 | 24 |

| 4 | 15 | 3 | 10 | 2 | 4 | 11 |

| 27 | 22 |

| 2 | 17 | 2 | 4 | 9 | 4 | 3 | 8 |

| 26 | 23 |

| 2 | 17 | 2 |  | 2 | 9 | 3 | 2 | 11 |

| 31 | 18 |

| 2 | 14 | 3 | 2 |  | 7 | 3 | 2 | 15 |

| 28 | 21 |

| 2 | 15 | 3 | 5 | 6 |  |  | 16 |

| 26 | 23 |

| 2 | 13 |  | 6 | 9 |  | 2 | 11 |

| 26 | 19 |

| 2 | 14 | 6 | 6 |  | 3 | 11 |

| 21 | 22 |

### Nämnder

#### Kommunstyrelse
| Presidium 2022–2026    | Presidium 2022–2026 | Presidium 2022–2026      |
| ---------------------- | ------------------- | ------------------------ |
| Ordförande             | S                   | Mikael Jonsson Granstedt |
| Förste vice ordförande | M                   | Ulrik Brandén            |
| Andre vice ordförande  | SD                  | Per Wåhlstrand           |

#### Övriga nämnder
| Nämnd                      | Ordförande | Ordförande           | Vice ordförande | Vice ordförande          | Andre vice ordförande | Andre vice ordförande |
| -------------------------- | ---------- | -------------------- | --------------- | ------------------------ | --------------------- | --------------------- |
| Bildningsnämnden           | M          | Liv Sjärnlöv         | S               | Anna-Karin Almqwik       | C                     | Jessica Jämtin        |
| Miljö- och byggnadsnämnden | S          | Carita Svenras       | M               | Hans-Ove Görtz           | C                     | Johan Sigvardsson     |
| Socialnämnden              | S          | Katarina Stjernfeldt | M               | Eva Folkesdotter Paradis | C                     | Emma Halme            |
| Tekniska nämnden           | M          | Liv Stjärnlöv        | S               | Patric Cronvall          | C                     | Per-Olov Johansson    |
| Valnämnden                 | S          | Seita Riikonen       | M               | Lars Paradis             | C                     | Gudrun Mo             |

## Ekonomi och infrastruktur

### Näringsliv
Jordbruk, stenförädling och fiske har sedan länge utgjort de huvudsakliga näringarna på södra Öland. En annan viktig del av näringslivet är den årliga sommarturismen. I början av 2020-talet tillhörde kycklinguppfödaren Guldfågeln AB de största företagen i kommunen.

#### Industri
Öland generellt har haft en svag industriell utveckling från 1860-talet och fram tills Ölandsbron anlades. De större arbetsgivarna inom industrisektorn har varit få och koncentrerade till Färjestaden, Mörbylånga, Degerhamn och Grönhögen. I Torslunda och Mörbylånga har livsmedelsindustrin dominerat och i Degerhamn och Grönhögen har sten- och cementindustrin dominerat. Övriga socknar I kommunen har knappt haft någon industri. Bland större arbetsgivarna inom industrisektorn hittas exempelvis Ölands cement som bildades 1886 och bestod av två alunbruk. Under 1800-talet var dessa Kalmar läns mest betydande industriarbetsplatser. I första halvan av 1900-talet etablerades industrier i socknarna Mörbylånga, Torslunda och Ventlinge, vilket påverkade befolkningstrenden positivt. Mörbylånga sockerbruk bildades 1908 och innebar att ännu en storindustri tillkom, bruket lades ner 1992. År 1942 startades Mörbylånga konservfabrik/Winborgs som även den blev en stor arbetsgivare, även denna verksamhet lades ner 1992. Åren 1939–2005 hette Färjestadens största industri Alvarets konservfabrik/Ölands konservfabrik/Önos. I slutet av 1800-talet fanns flera stenhuggerier och/eller kalkbruk i  Grönhögen. I början av 1900-talet bildades  AB Ölandskalk som senare blev ortens dominerande företag. Detta bolag övergick 1939 i Yxeredbolagets ägo. Det anlade 1940  en Ytongfabrik i Grönhögen. Företaget lades ner 1971.

### Infrastruktur

#### Transporter
I nord-sydlig riktning genomkorsas kommunen av länsväg 136 som via länsväg 137 och Ölandsbron har förbindelse till Kalmar och E22.

## Befolkning

### Demografi

#### Befolkningsutveckling
Kommunen har 16 253 invånare (31 mars 2025), vilket placerar den på 145:e plats avseende folkmängd bland Sveriges kommuner.
| Befolkningsutvecklingen i Mörbylånga kommun 1970–2020 | Befolkningsutvecklingen i Mörbylånga kommun 1970–2020 | Befolkningsutvecklingen i Mörbylånga kommun 1970–2020 | Befolkningsutvecklingen i Mörbylånga kommun 1970–2020 | Befolkningsutvecklingen i Mörbylånga kommun 1970–2020 |
| ----------------------------------------------------- | ----------------------------------------------------- | ----------------------------------------------------- | ----------------------------------------------------- | ----------------------------------------------------- |
|                                                       |                                                       |                                                       |                                                       |                                                       |
| År                                                    |                                                       |                                                       | Folkmängd                                             |                                                       |
| 1970                                                  | 1970                                                  |                                                       | 9 898                                                 |                                                       |
| 1975                                                  | 1975                                                  |                                                       | 11 383                                                |                                                       |
| 1980                                                  | 1980                                                  |                                                       | 12 613                                                |                                                       |
| 1985                                                  | 1985                                                  |                                                       | 12 707                                                |                                                       |
| 1990                                                  | 1990                                                  |                                                       | 13 447                                                |                                                       |
| 1995                                                  | 1995                                                  |                                                       | 13 802                                                |                                                       |
| 2000                                                  | 2000                                                  |                                                       | 13 442                                                |                                                       |
| 2005                                                  | 2005                                                  |                                                       | 13 405                                                |                                                       |
| 2010                                                  | 2010                                                  |                                                       | 14 021                                                |                                                       |
| 2015                                                  | 2015                                                  |                                                       | 14 669                                                |                                                       |
| 2020                                                  | 2020                                                  |                                                       | 15 487                                                |                                                       |

#### Utländsk bakgrund
Den 31 december 2014 utgjorde antalet invånare med utländsk bakgrund (utrikes födda personer samt inrikes födda med två utrikes födda föräldrar) 1 024, eller 7,06 % av befolkningen (hela befolkningen: 14 498 den 31 december 2014).

#### Invånare efter de vanligaste födelseländerna
Den 31 december 2014 utgjorde folkmängden i Mörbylånga kommun 14 498 personer. Av dessa var 874 personer (6,0 %) födda i ett annat land än Sverige. I denna tabell har de nordiska länderna samt de 12 länder med flest antal utrikes födda (i hela riket) tagits med. En person som inte kommer från något av de här 17 länderna har istället av Statistiska centralbyrån förts till den världsdel som deras födelseland tillhör.
| Födelseland      | Födelseland                       | Födelseland |
| ---------------- | --------------------------------- | ----------- |
| 31 december 2014 |                                   |             |
| 1                | Sverige                           | 13 624      |
| 2                | Europeiska unionen: Övriga länder | 144         |
| 3                | Asien: Övriga länder              | 93          |
| 4                | Finland                           | 79          |
| 5                | Polen                             | 72          |
| 6                | Tyskland                          | 71          |
| 7                | Thailand                          | 60          |
| 8                | Afghanistan                       | 51          |
| 9                | / SFR Jugoslavien/FR Jugoslavien  | 43          |
| 10               | Europa utom EU: Övriga länder     | 42          |
| 11               | Bosnien och Hercegovina           | 31          |
| 12               | Norge                             | 31          |
| 13               | Danmark                           | 29          |
| 14               | Iran                              | 27          |
| 14               | Sydamerika                        | 27          |
| 16               | Nordamerika                       | 23          |
| 17               | Afrika: Övriga länder             | 21          |
| 18               | Syrien                            | 10          |
| 19               | Kina                              | 7           |
| 20               | Irak                              | 4           |
| 20               | Oceanien                          | 4           |
| 22               | Island                            | 3           |
| 23               | Sovjetunionen                     | 1           |
| 24               | Turkiet                           | 1           |
| 25               | Okänt födelseland                 | 0           |
| 25               | Somalia                           | 0           |

## Kultur

### Kulturarv
En stor andel av kommunen är sedan år 2000  skyddat som världsarvet Södra Ölands odlingslandskap. Det sträcker sig från Karlevi i väster till Gårdby i öster och hela vägen söderut. Andra kulturarv är exempelvis Ölands äldsta runsten, Karlevistenen, som restes efter den danske hövdingen Sibbe den gode.

### Kommunvapen
Blasonering: I guld en av vågskura bildad blå stam och däröver ett rött skansmärke med fem uddar, varav en uppåtriktad.
Ingen av de ingående tidigare kommunerna hade haft något vapen och när Mörbylånga kommun färdigbildats 1974 började arbetet med ett sådant. Ett förslag innehöll en hjort. Kommunen omfattade dock bara halva Öland och ett vapen så likt landskapsvapnet ansågs därför olämpligt. Skansmärket i det vapen, som kommunen lät registrera i PRV år 1980 syftar på två försvunna skansar inom kommunens område. I samarbete med statsheraldikern är vapnet komponerat av ölandskonstnären Sven-Bertil Svensson.